# 2014-es férfi kézilabda-Európa-bajnokság
A 2014-es férfi kézilabda-Európa-bajnokságot Dániában rendezték január 12. és 26. között. A címvédő a dán válogatott volt. Az Eb-t a francia válogatott nyerte, története során harmadszor.
A magyar válogatott a selejtezőben a horvátokkal, a szlovákokkal és a lettekkel került egy csoportba. Az Eb-n a spanyolokkal, izlandiakkal és a norvégokkal játszottak a csoportkörben, ahonnan két pontot szerezve jutottak a középdöntőbe. A középdöntőben a negyedik helyet szerezték meg, a tornán hivatalosan a 8. helyen végeztek.

## Helyszínek
| Aalborg                           | Aarhus                    | Brøndby                     |
| --------------------------------- | ------------------------- | --------------------------- |
| Gigantium Férőhely: 8500          | NRGi Arena Férőhely: 4740 | Brøndby Hall Férőhely: 4500 |
|                                   |                           |                             |
| Brøndby Aalborg Aarhus Herning    |                           |                             |
| Herning                           |                           |                             |
| Jyske Bank Boxen Férőhely: 14 000 |                           |                             |
|                                   |                           |                             |

## Selejtezők

### Résztvevők
| Nemzet           | Kvalifikáció joga            | Kvalifikáció ideje   | Eddigi Eb-részvételek |
| ---------------- | ---------------------------- | -------------------- | --------------------- |
| Dánia            | Házigazda                    | 2010. szeptember 25. | 9                     |
| Franciaország    | 3. csoport győztese          | 2013. április 6.     | 10                    |
| Spanyolország    | 1. csoport győztese          | 2013. április 7.     | 10                    |
| Izland           | 6. csoport győztese          | 2013. április 7.     | 7                     |
| Svédország       | 5. csoport                   | 2013. június 12.     | 9                     |
| Magyarország     | 4. csoport, második          | 2013. június 12.     | 8                     |
| Norvégia         | 3. csoport, második          | 2013. június 12.     | 5                     |
| Lengyelország    | 5. csoport, második          | 2013. június 12.     | 6                     |
| Montenegró       | 2. csoport, második          | 2013. június 12.     | 1                     |
| Horvátország     | 4. csoport                   | 2013. június 12.     | 10                    |
| Szerbia          | 7. csoport                   | 2013. június 12.     | 7                     |
| Csehország       | 2. csoport                   | 2013. június 15.     | 7                     |
| Fehéroroszország | 6. csoport, második          | 2013. június 16.     | 2                     |
| Ausztria         | 7. csoport, második          | 2013. június 16.     | 1                     |
| Oroszország      | 7. csoport, legjobb harmadik | 2013. június 16.     | 10                    |
| Macedónia        | 1. csoport, második          | 2013. június 16.     | 2                     |

## Sorsolás
A csapatok kiemelését 2013. június 17-én tették közé.
| 1. kalap                                       | 2. kalap                                         | 3. kalap                                                    | 4. kalap                                       |
| ---------------------------------------------- | ------------------------------------------------ | ----------------------------------------------------------- | ---------------------------------------------- |
| Dánia · Szerbia · Horvátország · Spanyolország | Csehország · Izland · Franciaország · Svédország | Magyarország · Macedónia · Fehéroroszország · Lengyelország | Norvégia · Ausztria · Montenegró · Oroszország |

A sorsolást 2013. június 21-én tartották Koppenhágában. A csoportkörből az első három csapat jut a középdöntőbe, ahonnan mindkét csoportból az első két csapat jut az elődöntőbe.

## Csoportkör
Az időpontok helyi idő szerint (UTC+1) értendők.

### A csoport
| Hely. | Csapat     | M | Gy | D | V | G+ | G– | Gk  | P | Továbbjutás |
| ----- | ---------- | - | -- | - | - | -- | -- | --- | - | ----------- |
| 1.    | Dánia      | 3 | 3  | 0 | 0 | 95 | 79 | +16 | 6 | Középdöntő  |
| 2.    | Macedónia  | 3 | 1  | 1 | 1 | 67 | 74 | −7  | 3 | Középdöntő  |
| 3.    | Ausztria   | 3 | 1  | 0 | 2 | 80 | 75 | +5  | 2 | Középdöntő  |
| 4.    | Csehország | 3 | 0  | 1 | 2 | 73 | 87 | −14 | 1 |             |

| 2014. január 12. 18:00 | Csehország | 20–30       | Ausztria | Jyske Bank Boxen Arena, Herning Nézőszám: 13 000 Játékvezetők: Nikolić, Stojković (SRB) |
| 2014. január 12. 18:00 | Jícha 6    | (9–14)      | Weber 7  | Jyske Bank Boxen Arena, Herning Nézőszám: 13 000 Játékvezetők: Nikolić, Stojković (SRB) |
| 2014. január 12. 18:00 | 2× 3×      | Jegyzőkönyv | 6× 2×    | Jyske Bank Boxen Arena, Herning Nézőszám: 13 000 Játékvezetők: Nikolić, Stojković (SRB) |

| 2014. január 12. 20:30 | Dánia       | 29–21       | Macedónia | Jyske Bank Boxen Arena, Herning Nézőszám: 14 000 Játékvezetők: Geipel, Helbig (GER) |
| 2014. január 12. 20:30 | Mortensen 5 | (12–8)      | Lazarov 7 | Jyske Bank Boxen Arena, Herning Nézőszám: 14 000 Játékvezetők: Geipel, Helbig (GER) |
| 2014. január 12. 20:30 | 7× 3×       | Jegyzőkönyv | 3× 3×     | Jyske Bank Boxen Arena, Herning Nézőszám: 14 000 Játékvezetők: Geipel, Helbig (GER) |

| 2014. január 14. 18:15 | Macedónia  | 24–24       | Csehország | Jyske Bank Boxen Arena, Herning Nézőszám: 10 100 Játékvezetők: Stark, Ştefan (ROU) |
| 2014. január 14. 18:15 | Lazarov 12 | (10–11)     | Horák 8    | Jyske Bank Boxen Arena, Herning Nézőszám: 10 100 Játékvezetők: Stark, Ştefan (ROU) |
| 2014. január 14. 18:15 | 3× 3×      | Jegyzőkönyv | 4× 3×      | Jyske Bank Boxen Arena, Herning Nézőszám: 10 100 Játékvezetők: Stark, Ştefan (ROU) |

| 2014. január 14. 20:15 | Ausztria  | 29–33       | Dánia    | Jyske Bank Boxen Arena, Herning Nézőszám: 14 000 Játékvezetők: Gousko, Repkin (BLR) |
| 2014. január 14. 20:15 | Hermann 5 | (12–18)     | Hansen 9 | Jyske Bank Boxen Arena, Herning Nézőszám: 14 000 Játékvezetők: Gousko, Repkin (BLR) |
| 2014. január 14. 20:15 | 3× 3×     | Jegyzőkönyv | 4× 3×    | Jyske Bank Boxen Arena, Herning Nézőszám: 14 000 Játékvezetők: Gousko, Repkin (BLR) |

| 2014. január 16. 18:15 | Macedónia | 22–21       | Ausztria     | Jyske Bank Boxen Arena, Herning Nézőszám: 12 000 Játékvezetők: Dentz, Reibel (FRA) |
| 2014. január 16. 18:15 | Lazarov 8 | (12–10)     | Wilczynski 7 | Jyske Bank Boxen Arena, Herning Nézőszám: 12 000 Játékvezetők: Dentz, Reibel (FRA) |
| 2014. január 16. 18:15 | 5× 3×     | Jegyzőkönyv | 6× 4×        | Jyske Bank Boxen Arena, Herning Nézőszám: 12 000 Játékvezetők: Dentz, Reibel (FRA) |

| 2014. január 16. 20:15 | Dánia      | 33–29       | Csehország | Jyske Bank Boxen Arena, Herning Nézőszám: 14 000 Játékvezetők: Gubica, Milošević (CRO) |
| 2014. január 16. 20:15 | Lindberg 6 | (21–16)     | Jícha 11   | Jyske Bank Boxen Arena, Herning Nézőszám: 14 000 Játékvezetők: Gubica, Milošević (CRO) |
| 2014. január 16. 20:15 | 2× 3×      | Jegyzőkönyv | 4× 3×      | Jyske Bank Boxen Arena, Herning Nézőszám: 14 000 Játékvezetők: Gubica, Milošević (CRO) |

### B csoport
| Hely. | Csapat        | M | Gy | D | V | G+ | G– | Gk  | P | Továbbjutás |
| ----- | ------------- | - | -- | - | - | -- | -- | --- | - | ----------- |
| 1.    | Spanyolország | 3 | 3  | 0 | 0 | 94 | 80 | +14 | 6 | Középdöntő  |
| 2.    | Izland        | 3 | 1  | 1 | 1 | 86 | 86 | 0   | 3 | Középdöntő  |
| 3.    | Magyarország  | 3 | 0  | 2 | 1 | 80 | 87 | −7  | 2 | Középdöntő  |
| 4.    | Norvégia      | 3 | 0  | 1 | 2 | 77 | 84 | −7  | 1 |             |

| 2014. január 12. 16:00 | Izland       | 31–26       | Norvégia   | Gigantium Arena, Aalborg Nézőszám: 4000 Játékvezetők: Gubica, Milošević (CRO) |
| 2014. január 12. 16:00 | Sigurðsson 9 | (16–10)     | Kjelling 7 | Gigantium Arena, Aalborg Nézőszám: 4000 Játékvezetők: Gubica, Milošević (CRO) |
| 2014. január 12. 16:00 | 5× 3× 1×     | Jegyzőkönyv | 5× 2×      | Gigantium Arena, Aalborg Nézőszám: 4000 Játékvezetők: Gubica, Milošević (CRO) |

| 2014. január 12. 18:15 | Spanyolország  | 34–27       | Magyarország | Gigantium Arena, Aalborg Nézőszám: 4000 Játékvezetők: Krstić, Ljubič (SLO) |
| 2014. január 12. 18:15 | Rocas, Tomás 5 | (17–10)     | Iváncsik 8   | Gigantium Arena, Aalborg Nézőszám: 4000 Játékvezetők: Krstić, Ljubič (SLO) |
| 2014. január 12. 18:15 | 3× 3×          | Jegyzőkönyv | 7× 3×        | Gigantium Arena, Aalborg Nézőszám: 4000 Játékvezetők: Krstić, Ljubič (SLO) |

| 2014. január 14. 18:00 | Magyarország | 27–27       | Izland       | Gigantium Arena, Aalborg Nézőszám: 3200 Játékvezetők: Nikolić, Stojković (SRB) |
| 2014. január 14. 18:00 | Ancsin 7     | (16–15)     | Pálmarsson 8 | Gigantium Arena, Aalborg Nézőszám: 3200 Játékvezetők: Nikolić, Stojković (SRB) |
| 2014. január 14. 18:00 | 8× 4× 1×     | Jegyzőkönyv | 4× 3×        | Gigantium Arena, Aalborg Nézőszám: 3200 Játékvezetők: Nikolić, Stojković (SRB) |

| 2014. január 14. 20:15 | Norvégia | 25–27       | Spanyolország | Gigantium Arena, Aalborg Nézőszám: 3200 Játékvezetők: Dentz, Reibel (FRA) |
| 2014. január 14. 20:15 | Myrhol 7 | (8–12)      | Tomás 8       | Gigantium Arena, Aalborg Nézőszám: 3200 Játékvezetők: Dentz, Reibel (FRA) |
| 2014. január 14. 20:15 | 6× 4×    | Jegyzőkönyv | 5× 3×         | Gigantium Arena, Aalborg Nézőszám: 3200 Játékvezetők: Dentz, Reibel (FRA) |

| 2014. január 16. 18:15 | Spanyolország | 33–28       | Izland       | Gigantium Arena, Aalborg Nézőszám: 2923 Játékvezetők: Gousko, Repkin (BLR) |
| 2014. január 16. 18:15 | Cañellas 8    | (16–15)     | Pálmarsson 8 | Gigantium Arena, Aalborg Nézőszám: 2923 Játékvezetők: Gousko, Repkin (BLR) |
| 2014. január 16. 18:15 | 1× 3×         | Jegyzőkönyv | 4× 4×        | Gigantium Arena, Aalborg Nézőszám: 2923 Játékvezetők: Gousko, Repkin (BLR) |

| 2014. január 16. 20:15 | Magyarország | 26–26       | Norvégia  | Gigantium Arena, Aalborg Nézőszám: 2923 Játékvezetők: Stoļarovs, Līcis (LAT) |
| 2014. január 16. 20:15 | Lékai 7      | (16–13)     | Tvedten 7 | Gigantium Arena, Aalborg Nézőszám: 2923 Játékvezetők: Stoļarovs, Līcis (LAT) |
| 2014. január 16. 20:15 | 4× 3×        | Jegyzőkönyv | 1× 3×     | Gigantium Arena, Aalborg Nézőszám: 2923 Játékvezetők: Stoļarovs, Līcis (LAT) |

### C csoport
| Hely. | Csapat        | M | Gy | D | V | G+ | G– | Gk  | P | Továbbjutás |
| ----- | ------------- | - | -- | - | - | -- | -- | --- | - | ----------- |
| 1.    | Franciaország | 3 | 3  | 0 | 0 | 94 | 83 | +11 | 6 | Középdöntő  |
| 2.    | Lengyelország | 3 | 1  | 0 | 2 | 70 | 70 | 0   | 2 | Középdöntő  |
| 3.    | Oroszország   | 3 | 1  | 0 | 2 | 77 | 84 | −7  | 2 | Középdöntő  |
| 4.    | Szerbia       | 3 | 1  | 0 | 2 | 73 | 77 | −4  | 2 |             |

| 2014. január 13. 18:00 | Szerbia         | 20–19       | Lengyelország | NRGi Arena, Aarhus Nézőszám: 2000 Játékvezetők: Gjeding, Hansen (DEN) |
| 2014. január 13. 18:00 | három játékos 3 | (13–9)      | Jurkiewicz 5  | NRGi Arena, Aarhus Nézőszám: 2000 Játékvezetők: Gjeding, Hansen (DEN) |
| 2014. január 13. 18:00 | 8× 3×           | Jegyzőkönyv | 3× 4×         | NRGi Arena, Aarhus Nézőszám: 2000 Játékvezetők: Gjeding, Hansen (DEN) |

| 2014. január 13. 20:15 | Franciaország | 35–28       | Oroszország | NRGi Arena, Aarhus Nézőszám: 2350 Játékvezetők: Horáček, Novotný (CZE) |
| 2014. január 13. 20:15 | Nyokas 9      | (19–16)     | Kovalev 6   | NRGi Arena, Aarhus Nézőszám: 2350 Játékvezetők: Horáček, Novotný (CZE) |
| 2014. január 13. 20:15 | 3× 3×         | Jegyzőkönyv | 4× 3×       | NRGi Arena, Aarhus Nézőszám: 2350 Játékvezetők: Horáček, Novotný (CZE) |

| 2014. január 15. 18:00 | Oroszország | 27–25       | Szerbia | NRGi Arena, Aarhus Nézőszám: 3200 Játékvezetők: Raluy, Sabroso (ESP) |
| 2014. január 15. 18:00 | Evdokimov 5 | (14–14)     | Vujin 6 | NRGi Arena, Aarhus Nézőszám: 3200 Játékvezetők: Raluy, Sabroso (ESP) |
| 2014. január 15. 18:00 | 5× 3×       | Jegyzőkönyv | 6× 3×   | NRGi Arena, Aarhus Nézőszám: 3200 Játékvezetők: Raluy, Sabroso (ESP) |

| 2014. január 15. 20:15 | Lengyelország | 27–28       | Franciaország | NRGi Arena, Aarhus Nézőszám: 2785 Játékvezetők: Krstić, Ljubič (SLO) |
| 2014. január 15. 20:15 | Łucak 5       | (14–15)     | Karabatić 8   | NRGi Arena, Aarhus Nézőszám: 2785 Játékvezetők: Krstić, Ljubič (SLO) |
| 2014. január 15. 20:15 | 6× 4×         | Jegyzőkönyv | 6× 3×         | NRGi Arena, Aarhus Nézőszám: 2785 Játékvezetők: Krstić, Ljubič (SLO) |

| 2014. január 17. 18:00 | Lengyelország     | 24–22       | Oroszország | NRGi Arena, Aarhus Nézőszám: 4860 Játékvezetők: Nachevski, Nikolov (MKD) |
| 2014. január 17. 18:00 | Lijewski, Łucak 4 | (10–14)     | Atman 6     | NRGi Arena, Aarhus Nézőszám: 4860 Játékvezetők: Nachevski, Nikolov (MKD) |
| 2014. január 17. 18:00 | 4× 2×             | Jegyzőkönyv | 4× 2×       | NRGi Arena, Aarhus Nézőszám: 4860 Játékvezetők: Nachevski, Nikolov (MKD) |

| 2014. január 17. 20:15 | Szerbia         | 28–31       | Franciaország | NRGi Arena, Aarhus Játékvezetők: Geipel, Helbig (GER) |
| 2014. január 17. 20:15 | három játékos 5 | (12–17)     | Joli 10       | NRGi Arena, Aarhus Játékvezetők: Geipel, Helbig (GER) |
| 2014. január 17. 20:15 | 3× 3×           | Jegyzőkönyv | 3× 2×         | NRGi Arena, Aarhus Játékvezetők: Geipel, Helbig (GER) |

### D csoport
| Hely. | Csapat           | M | Gy | D | V | G+ | G– | Gk  | P | Továbbjutás |
| ----- | ---------------- | - | -- | - | - | -- | -- | --- | - | ----------- |
| 1.    | Horvátország     | 3 | 3  | 0 | 0 | 85 | 68 | +17 | 6 | Középdöntő  |
| 2.    | Svédország       | 3 | 2  | 0 | 1 | 82 | 68 | +14 | 4 | Középdöntő  |
| 3.    | Fehéroroszország | 3 | 1  | 0 | 2 | 73 | 86 | −13 | 2 | Középdöntő  |
| 4.    | Montenegró       | 3 | 0  | 0 | 3 | 66 | 84 | −18 | 0 |             |

| 2014. január 13. 18:00 | Horvátország    | 33–22       | Fehéroroszország | Ballerup Super Arena, Koppenhága Nézőszám: 2400 Játékvezetők: Stark, Ştefan (ROU) |
| 2014. január 13. 18:00 | Čupić, Horvat 6 | (16–11)     | Pukhouski 6      | Ballerup Super Arena, Koppenhága Nézőszám: 2400 Játékvezetők: Stark, Ştefan (ROU) |
| 2014. január 13. 18:00 | 6× 3×           | Jegyzőkönyv | 5× 2×            | Ballerup Super Arena, Koppenhága Nézőszám: 2400 Játékvezetők: Stark, Ştefan (ROU) |

| 2014. január 13. 20:15 | Svédország        | 28–21       | Montenegró   | Ballerup Super Arena, Koppenhága Nézőszám: 2697 Játékvezetők: Stoļarovs, Līcis (LAT) |
| 2014. január 13. 20:15 | Ekdahl du Rietz 7 | (18–13)     | Ševaljević 5 | Ballerup Super Arena, Koppenhága Nézőszám: 2697 Játékvezetők: Stoļarovs, Līcis (LAT) |
| 2014. január 13. 20:15 | 5× 3×             | Jegyzőkönyv | 4× 3×        | Ballerup Super Arena, Koppenhága Nézőszám: 2697 Játékvezetők: Stoļarovs, Līcis (LAT) |

| 2014. január 15. 18:00 | Montenegró   | 22–27       | Horvátország | Ballerup Super Arena, Koppenhága Nézőszám: 2655 Játékvezetők: Horáček, Novotný (CZE) |
| 2014. január 15. 18:00 | Ševaljević 9 | (12–13)     | Čupić 6      | Ballerup Super Arena, Koppenhága Nézőszám: 2655 Játékvezetők: Horáček, Novotný (CZE) |
| 2014. január 15. 18:00 | 2× 3×        | Jegyzőkönyv | 4× 3×        | Ballerup Super Arena, Koppenhága Nézőszám: 2655 Játékvezetők: Horáček, Novotný (CZE) |

| 2014. január 15. 20:15 | Fehéroroszország | 22–30       | Svédország | Ballerup Super Arena, Koppenhága Nézőszám: 3100 Játékvezetők: Nachevski, Nikolov (MKD) |
| 2014. január 15. 20:15 | Rutenka 13       | (10–13)     | Petersen 8 | Ballerup Super Arena, Koppenhága Nézőszám: 3100 Játékvezetők: Nachevski, Nikolov (MKD) |
| 2014. január 15. 20:15 | 4× 3×            | Jegyzőkönyv | 4× 3×      | Ballerup Super Arena, Koppenhága Nézőszám: 3100 Játékvezetők: Nachevski, Nikolov (MKD) |

| 2014. január 17. 18:00 | Horvátország      | 25–24       | Svédország | Ballerup Super Arena, Koppenhága Nézőszám: 4785 Játékvezetők: Raluy, Sabroso (ESP) |
| 2014. január 17. 18:00 | Buntić, Duvnjak 6 | (10–9)      | Karlsson 5 | Ballerup Super Arena, Koppenhága Nézőszám: 4785 Játékvezetők: Raluy, Sabroso (ESP) |
| 2014. január 17. 18:00 | 4× 4×             | Jegyzőkönyv | 4× 4× 1×   | Ballerup Super Arena, Koppenhága Nézőszám: 4785 Játékvezetők: Raluy, Sabroso (ESP) |

| 2014. január 17. 20:15 | Fehéroroszország | 29–23       | Montenegró | Ballerup Super Arena, Koppenhága Nézőszám: 3400 Játékvezetők: Gjeding, Hansen (DEN) |
| 2014. január 17. 20:15 | Rutenka 8        | (13–13)     | Simović 8  | Ballerup Super Arena, Koppenhága Nézőszám: 3400 Játékvezetők: Gjeding, Hansen (DEN) |
| 2014. január 17. 20:15 | 6× 2×            | Jegyzőkönyv | 4× 3×      | Ballerup Super Arena, Koppenhága Nézőszám: 3400 Játékvezetők: Gjeding, Hansen (DEN) |

## Középdöntő

### 1. csoport
| Hely. | Csapat        | M | Gy | D | V | G+  | G–  | Gk  | P  | Továbbjutás |
| ----- | ------------- | - | -- | - | - | --- | --- | --- | -- | ----------- |
| 1.    | Dánia         | 5 | 5  | 0 | 0 | 153 | 125 | +28 | 10 | Elődöntők   |
| 2.    | Spanyolország | 5 | 4  | 0 | 1 | 156 | 135 | +21 | 8  | Elődöntők   |
| 3.    | Izland        | 5 | 2  | 1 | 2 | 140 | 146 | −6  | 5  | 5. helyért  |
| 4.    | Magyarország  | 5 | 1  | 1 | 3 | 133 | 139 | −6  | 3  |             |
| 5.    | Macedónia     | 5 | 1  | 0 | 4 | 117 | 143 | −26 | 2  |             |
| 6.    | Ausztria      | 5 | 1  | 0 | 4 | 129 | 140 | −11 | 2  |             |

| 2014. január 18. 16:00 | Macedónia              | 25–31       | Magyarország | Jyske Bank Boxen Arena, Herning Nézőszám: 8100 Játékvezetők: Gousko, Repkin (BLR) |
| 2014. január 18. 16:00 | Manaskov, Pecakovski 5 | (9–16)      | Császár 7    | Jyske Bank Boxen Arena, Herning Nézőszám: 8100 Játékvezetők: Gousko, Repkin (BLR) |
| 2014. január 18. 16:00 | 5× 3×                  | Jegyzőkönyv | 5× 3×        | Jyske Bank Boxen Arena, Herning Nézőszám: 8100 Játékvezetők: Gousko, Repkin (BLR) |

| 2014. január 18. 18:15 | Ausztria     | 27–33       | Izland       | Jyske Bank Boxen Arena, Herning Nézőszám: 10 000 Játékvezetők: Stark, Ştefan (ROU) |
| 2014. január 18. 18:15 | Wilczynski 6 | (9–17)      | Sigurðsson 7 | Jyske Bank Boxen Arena, Herning Nézőszám: 10 000 Játékvezetők: Stark, Ştefan (ROU) |
| 2014. január 18. 18:15 | 4× 3×        | Jegyzőkönyv | 3× 3×        | Jyske Bank Boxen Arena, Herning Nézőszám: 10 000 Játékvezetők: Stark, Ştefan (ROU) |

| 2014. január 18. 20:30 | Dánia    | 31–28       | Spanyolország | Jyske Bank Boxen Arena, Herning Nézőszám: 14 000 Játékvezetők: Nikolić, Stojković (SRB) |
| 2014. január 18. 20:30 | Hansen 6 | (16–14)     | García 5      | Jyske Bank Boxen Arena, Herning Nézőszám: 14 000 Játékvezetők: Nikolić, Stojković (SRB) |
| 2014. január 18. 20:30 | 4× 4×    | Jegyzőkönyv | 2× 3×         | Jyske Bank Boxen Arena, Herning Nézőszám: 14 000 Játékvezetők: Nikolić, Stojković (SRB) |

| 2014. január 20. 16:00 | Macedónia | 27–29       | Izland                     | Jyske Bank Boxen Arena, Herning Nézőszám: 5000 Játékvezetők: Horáček, Novotný (CZE) |
| 2014. január 20. 16:00 | Lazarov 7 | (11–14)     | Sigurðsson, Hallgrímsson 6 | Jyske Bank Boxen Arena, Herning Nézőszám: 5000 Játékvezetők: Horáček, Novotný (CZE) |
| 2014. január 20. 16:00 | 5× 3×     | Jegyzőkönyv | 4× 4×                      | Jyske Bank Boxen Arena, Herning Nézőszám: 5000 Játékvezetők: Horáček, Novotný (CZE) |

| 2014. január 20. 18:15 | Ausztria | 27–28       | Spanyolország | Jyske Bank Boxen Arena, Herning Nézőszám: 11 000 Játékvezetők: Gousko, Repkin (BLR) |
| 2014. január 20. 18:15 | Schmid 6 | (12–14)     | Aguinagalde 8 | Jyske Bank Boxen Arena, Herning Nézőszám: 11 000 Játékvezetők: Gousko, Repkin (BLR) |
| 2014. január 20. 18:15 | 4× 4×    | Jegyzőkönyv | 3× 2×         | Jyske Bank Boxen Arena, Herning Nézőszám: 11 000 Játékvezetők: Gousko, Repkin (BLR) |

| 2014. január 20. 20:30 | Dánia              | 28–24       | Magyarország | Jyske Bank Boxen Arena, Herning Nézőszám: 14 000 Játékvezetők: Krstić, Ljubič (SLO) |
| 2014. január 20. 20:30 | Mogensen, Hansen 5 | (14–11)     | Iváncsik 6   | Jyske Bank Boxen Arena, Herning Nézőszám: 14 000 Játékvezetők: Krstić, Ljubič (SLO) |
| 2014. január 20. 20:30 | 3× 3×              | Jegyzőkönyv | 2× 4× 1×     | Jyske Bank Boxen Arena, Herning Nézőszám: 14 000 Játékvezetők: Krstić, Ljubič (SLO) |

| 2014. január 22. 16:00 | Macedónia     | 22–33       | Spanyolország | Jyske Bank Boxen Arena, Herning Nézőszám: 4500 Játékvezetők: Stoļarovs, Līcis (LAT) |
| 2014. január 22. 16:00 | Mirkulovski 7 | (12–15)     | Cañellas 6    | Jyske Bank Boxen Arena, Herning Nézőszám: 4500 Játékvezetők: Stoļarovs, Līcis (LAT) |
| 2014. január 22. 16:00 | 5× 3×         | Jegyzőkönyv | 2×            | Jyske Bank Boxen Arena, Herning Nézőszám: 4500 Játékvezetők: Stoļarovs, Līcis (LAT) |

| 2014. január 22. 18:15 | Ausztria           | 25–24       | Magyarország | Jyske Bank Boxen Arena, Herning Nézőszám: 11 000 Játékvezetők: Gubica, Milošević (CRO) |
| 2014. január 22. 18:15 | Szilágyi, Santos 6 | (9–13)      | Iváncsik 5   | Jyske Bank Boxen Arena, Herning Nézőszám: 11 000 Játékvezetők: Gubica, Milošević (CRO) |
| 2014. január 22. 18:15 | 6× 3×              | Jegyzőkönyv | 4× 3×        | Jyske Bank Boxen Arena, Herning Nézőszám: 11 000 Játékvezetők: Gubica, Milošević (CRO) |

| 2014. január 22. 20:30 | Dánia    | 32–23       | Izland        | Jyske Bank Boxen Arena, Herning Nézőszám: 14 000 Játékvezetők: Dentz, Reibel (FRA) |
| 2014. január 22. 20:30 | Larsen 8 | (17–13)     | Sigurðsson 10 | Jyske Bank Boxen Arena, Herning Nézőszám: 14 000 Játékvezetők: Dentz, Reibel (FRA) |
| 2014. január 22. 20:30 | 1× 4×    | Jegyzőkönyv | 2× 4×         | Jyske Bank Boxen Arena, Herning Nézőszám: 14 000 Játékvezetők: Dentz, Reibel (FRA) |

### 2. csoport
| Hely. | Csapat           | M | Gy | D | V | G+  | G–  | Gk  | P | Továbbjutás |
| ----- | ---------------- | - | -- | - | - | --- | --- | --- | - | ----------- |
| 1.    | Franciaország    | 5 | 4  | 0 | 1 | 157 | 140 | +17 | 8 | Elődöntők   |
| 2.    | Horvátország     | 5 | 4  | 0 | 1 | 147 | 126 | +21 | 8 | Elődöntők   |
| 3.    | Lengyelország    | 5 | 3  | 0 | 2 | 145 | 136 | +9  | 6 | 5. helyért  |
| 4.    | Svédország       | 5 | 3  | 0 | 2 | 138 | 137 | +1  | 6 |             |
| 5.    | Oroszország      | 5 | 1  | 0 | 4 | 141 | 154 | −13 | 2 |             |
| 6.    | Fehéroroszország | 5 | 0  | 0 | 5 | 137 | 172 | −35 | 0 |             |

| 2014. január 19. 15:45 | Lengyelország | 31–30       | Fehéroroszország | NRGi Arena, Aarhus Nézőszám: 2680 Játékvezetők: Krstić, Ljubič (SLO) |
| 2014. január 19. 15:45 | Jurkiewicz 8  | (14–13)     | Rutenka 9        | NRGi Arena, Aarhus Nézőszám: 2680 Játékvezetők: Krstić, Ljubič (SLO) |
| 2014. január 19. 15:45 | 5× 4×         | Jegyzőkönyv | 7× 3×            | NRGi Arena, Aarhus Nézőszám: 2680 Játékvezetők: Krstić, Ljubič (SLO) |

| 2014. január 19. 18:00 | Oroszország | 27–29       | Svédország  | NRGi Arena, Aarhus Nézőszám: 3070 Játékvezetők: Stoļarovs, Līcis (LAT) |
| 2014. január 19. 18:00 | Igropulo 11 | (13–20)     | Jakobsson 7 | NRGi Arena, Aarhus Nézőszám: 3070 Játékvezetők: Stoļarovs, Līcis (LAT) |
| 2014. január 19. 18:00 | 2× 3×       | Jegyzőkönyv | 6× 4× 1×    | NRGi Arena, Aarhus Nézőszám: 3070 Játékvezetők: Stoļarovs, Līcis (LAT) |

| 2014. január 19. 20:15 | Franciaország       | 27–25       | Horvátország | NRGi Arena, Aarhus Nézőszám: 3400 Játékvezetők: Gjeding, Hansen (DEN) |
| 2014. január 19. 20:15 | Karabatić, Guigou 7 | (18–17)     | Kopljar 7    | NRGi Arena, Aarhus Nézőszám: 3400 Játékvezetők: Gjeding, Hansen (DEN) |
| 2014. január 19. 20:15 | 2× 2×               | Jegyzőkönyv | 5× 4×        | NRGi Arena, Aarhus Nézőszám: 3400 Játékvezetők: Gjeding, Hansen (DEN) |

| 2014. január 21. 15:45 | Oroszország | 25–33       | Horvátország | NRGi Arena, Aarhus Nézőszám: 2000 Játékvezetők: Stark, Ştefan (ROU) |
| 2014. január 21. 15:45 | Poliakov 5  | (11–16)     | Horvat 7     | NRGi Arena, Aarhus Nézőszám: 2000 Játékvezetők: Stark, Ştefan (ROU) |
| 2014. január 21. 15:45 | 2× 3×       | Jegyzőkönyv | 1× 2×        | NRGi Arena, Aarhus Nézőszám: 2000 Játékvezetők: Stark, Ştefan (ROU) |

| 2014. január 21. 18:00 | Franciaország | 39–30       | Fehéroroszország     | NRGi Arena, Aarhus Nézőszám: 2100 Játékvezetők: Nikolić, Stojković (SRB) |
| 2014. január 21. 18:00 | Honrubia 9    | (20–16)     | Brouka, Nikulenkau 6 | NRGi Arena, Aarhus Nézőszám: 2100 Játékvezetők: Nikolić, Stojković (SRB) |
| 2014. január 21. 18:00 | 1× 3×         | Jegyzőkönyv | 3× 3×                | NRGi Arena, Aarhus Nézőszám: 2100 Játékvezetők: Nikolić, Stojković (SRB) |

| 2014. január 21. 20:15 | Lengyelország | 35–25       | Svédország        | NRGi Arena, Aarhus Nézőszám: 3000 Játékvezetők: Raluy, Sabroso (ESP) |
| 2014. január 21. 20:15 | Lijewski 6    | (15–12)     | Ekdahl du Rietz 6 | NRGi Arena, Aarhus Nézőszám: 3000 Játékvezetők: Raluy, Sabroso (ESP) |
| 2014. január 21. 20:15 | 3× 2×         | Jegyzőkönyv | 1× 3×             | NRGi Arena, Aarhus Nézőszám: 3000 Játékvezetők: Raluy, Sabroso (ESP) |

| 2014. január 22. 15:45 | Oroszország | 39–33       | Fehéroroszország | NRGi Arena, Aarhus Nézőszám: 700 Játékvezetők: Nachevski, Nikolov (MKD) |
| 2014. január 22. 15:45 | Kovalev 12  | (23–17)     | Brouka 9         | NRGi Arena, Aarhus Nézőszám: 700 Játékvezetők: Nachevski, Nikolov (MKD) |
| 2014. január 22. 15:45 | 6× 4×       | Jegyzőkönyv | 4× 3×            | NRGi Arena, Aarhus Nézőszám: 700 Játékvezetők: Nachevski, Nikolov (MKD) |

| 2014. január 22. 18:00 | Franciaország | 28–30       | Svédország            | NRGi Arena, Aarhus Nézőszám: 3000 Játékvezetők: Geipel, Helbig (GER) |
| 2014. január 22. 18:00 | Joli 4        | (16–14)     | Karlsson, Jakobsson 6 | NRGi Arena, Aarhus Nézőszám: 3000 Játékvezetők: Geipel, Helbig (GER) |
| 2014. január 22. 18:00 | 1× 3×         | Jegyzőkönyv | 5× 3×                 | NRGi Arena, Aarhus Nézőszám: 3000 Játékvezetők: Geipel, Helbig (GER) |

| 2014. január 22. 20:15 | Lengyelország | 28–31       | Horvátország    | NRGi Arena, Aarhus Nézőszám: 3700 Játékvezetők: Horáček, Novotný (CZE) |
| 2014. január 22. 20:15 | Jurecki 6     | (15–14)     | három játékos 6 | NRGi Arena, Aarhus Nézőszám: 3700 Játékvezetők: Horáček, Novotný (CZE) |
| 2014. január 22. 20:15 | 2× 4×         | Jegyzőkönyv | 6× 3×           | NRGi Arena, Aarhus Nézőszám: 3700 Játékvezetők: Horáček, Novotný (CZE) |

## Helyosztók
|  |               |               |               |               |    |       |       |       |
|  | Elődöntők     | Elődöntők     | Elődöntők     |               |    | Döntő | Döntő | Döntő |
|  | Elődöntők     | Elődöntők     | Elődöntők     |               |    | Döntő | Döntő | Döntő |
|  | január 24.    |               |               |               |    |       |       |       |
|  |               |               |               |               |    |       |       |       |
|  | I/1.          | Dánia         | 29            |               |    |       |       |       |
|  | I/1.          | Dánia         | 29            | január 26.    |    |       |       |       |
|  | II/2.         | Horvátország  | 27            |               |    |       |       |       |
|  | II/2.         | Horvátország  | 27            |               |    | Dánia | Dánia | 32    |
|  | január 24.    |               |               |               |    | Dánia | Dánia | 32    |
|  |               |               | Franciaország | Franciaország | 41 |       |       |       |
|  | II/1.         | Franciaország | Franciaország | Franciaország | 41 | 30    |       |       |
|  | II/1.         | Franciaország |               |               |    |       |       |       |
|  | I/2.          | Spanyolország | 27            |               |    |       |       |       |
|  | I/2.          | Spanyolország | 27            | Bronzmérkőzés |    |       |       |       |
|  |               |               |               |               |    |       |       |       |
|  | január 26.    |               |               |               |    |       |       |       |
|  |               |               |               |               |    |       |       |       |
|  | Horvátország  | Horvátország  | 28            |               |    |       |       |       |
|  | Horvátország  | Horvátország  | 28            |               |    |       |       |       |
|  | Spanyolország | Spanyolország | 29            |               |    |       |       |       |
|  | Spanyolország | Spanyolország | 29            |               |    |       |       |       |

### Elődöntők
| 2014. január 24. 18:30 | Franciaország | 30–27       | Spanyolország | Jyske Bank Boxen Arena, Herning Nézőszám: 14 000 Játékvezetők: Krstić, Ljubič (SLO) |
| 2014. január 24. 18:30 | Abalo 8       | (12–14)     | Cañellas 10   | Jyske Bank Boxen Arena, Herning Nézőszám: 14 000 Játékvezetők: Krstić, Ljubič (SLO) |
| 2014. január 24. 18:30 | 7× 4× 1×      | Jegyzőkönyv | 4× 4×         | Jyske Bank Boxen Arena, Herning Nézőszám: 14 000 Játékvezetők: Krstić, Ljubič (SLO) |

| 2014. január 24. 21:00 | Dánia    | 29–27       | Horvátország      | Jyske Bank Boxen Arena, Herning Nézőszám: 14 000 Játékvezetők: Geipel, Helbig (GER) |
| 2014. január 24. 21:00 | Eggert 8 | (13–15)     | Kopljar, Horvat 6 | Jyske Bank Boxen Arena, Herning Nézőszám: 14 000 Játékvezetők: Geipel, Helbig (GER) |
| 2014. január 24. 21:00 | 6× 4×    | Jegyzőkönyv | 6× 4×             | Jyske Bank Boxen Arena, Herning Nézőszám: 14 000 Játékvezetők: Geipel, Helbig (GER) |

### Az 5. helyért
| 2014. január 24. 16:00 | Izland       | 28–27       | Lengyelország | Jyske Bank Boxen Arena, Herning Nézőszám: 9000 Játékvezetők: Nachevski, Nikolov (MKD) |
| 2014. január 24. 16:00 | Guðjónsson 8 | (13–16)     | Kuchczyński 5 | Jyske Bank Boxen Arena, Herning Nézőszám: 9000 Játékvezetők: Nachevski, Nikolov (MKD) |
| 2014. január 24. 16:00 | 3× 3×        | Jegyzőkönyv | 3× 3×         | Jyske Bank Boxen Arena, Herning Nézőszám: 9000 Játékvezetők: Nachevski, Nikolov (MKD) |

### Bronzmérkőzés
| 2014. január 26. 15:00 | Horvátország | 28–29       | Spanyolország | Jyske Bank Boxen Arena, Herning Nézőszám: 14 000 Játékvezetők: Stark, Ştefan (ROU) |
| 2014. január 26. 15:00 | Duvnjak 8    | (13–16)     | Cañellas 8    | Jyske Bank Boxen Arena, Herning Nézőszám: 14 000 Játékvezetők: Stark, Ştefan (ROU) |
| 2014. január 26. 15:00 | 3× 3×        | Jegyzőkönyv | 3× 3×         | Jyske Bank Boxen Arena, Herning Nézőszám: 14 000 Játékvezetők: Stark, Ştefan (ROU) |

### Döntő
| 2014. január 26. 17:30 | Dánia    | 32–41       | Franciaország | Jyske Bank Boxen Arena, Herning Nézőszám: 14 000 Játékvezetők: Raluy, Sabroso (ESP) |
| 2014. január 26. 17:30 | Hansen 9 | (16–23)     | Guigou 10     | Jyske Bank Boxen Arena, Herning Nézőszám: 14 000 Játékvezetők: Raluy, Sabroso (ESP) |
| 2014. január 26. 17:30 | 3× 3×    | Jegyzőkönyv | 3× 3×         | Jyske Bank Boxen Arena, Herning Nézőszám: 14 000 Játékvezetők: Raluy, Sabroso (ESP) |

| A 2014-es férfi kézilabda-Európa-bajnokság győztese |
| --------------------------------------------------- |
| · Franciaország · 3. cím                            |

## Végeredmény
Az Európa-bajnokságon csak az első hat helyért játszottak helyosztó mérkőzéseket. A további sorrendet a csapatok csoportkörben elért eredményei szerint határozták meg.
|pos_medals=yes
| Hely. | Csapat           | M | Gy | D | V | G+  | G–  | Gk  | P  |
| ----- | ---------------- | - | -- | - | - | --- | --- | --- | -- |
|       | Franciaország    | 8 | 7  | 0 | 1 | 259 | 227 | +32 | 14 |
|       | Dánia (R)        | 8 | 7  | 0 | 1 | 247 | 222 | +25 | 14 |
|       | Spanyolország    | 8 | 6  | 0 | 2 | 239 | 218 | +21 | 12 |
| 4.    | Horvátország     | 8 | 5  | 0 | 3 | 229 | 206 | +23 | 10 |
|       |                  |   |    |   |   |     |     |     |    |
| 5.    | Izland           | 7 | 4  | 1 | 2 | 199 | 199 | 0   | 9  |
| 6.    | Lengyelország    | 7 | 3  | 0 | 4 | 191 | 184 | +7  | 6  |
| 7.    | Svédország       | 6 | 4  | 0 | 2 | 166 | 158 | +8  | 8  |
| 8.    | Magyarország     | 6 | 1  | 2 | 3 | 159 | 165 | −6  | 4  |
| 9.    | Oroszország      | 6 | 2  | 0 | 4 | 168 | 179 | −11 | 4  |
| 10.   | Észak-Macedónia  | 6 | 1  | 1 | 4 | 141 | 167 | −26 | 3  |
| 11.   | Ausztria         | 6 | 2  | 0 | 4 | 159 | 160 | −1  | 4  |
| 12.   | Fehéroroszország | 6 | 1  | 0 | 5 | 166 | 195 | −29 | 2  |
|       |                  |   |    |   |   |     |     |     |    |
| 13.   | Szerbia          | 3 | 1  | 0 | 2 | 73  | 77  | −4  | 2  |
| 14.   | Csehország       | 3 | 0  | 1 | 2 | 73  | 87  | −14 | 1  |
| 15.   | Norvégia         | 3 | 0  | 1 | 2 | 77  | 84  | −7  | 1  |
| 16.   | Montenegró       | 3 | 0  | 0 | 3 | 66  | 84  | −18 | 0  |

## Díjak

### All-Star csapat
A torna legjobb csapatát 2014. január 24-én hirdették ki.
| Poszt      | Játékos                       |
| ---------- | ----------------------------- |
| Kapus      | Niklas Landin Jacobsen (DEN)  |
| Jobbszélső | Luc Abalo (FRA)               |
| Jobbátlövő | Krzysztof Lijewski (POL)      |
| Irányító   | Domagoj Duvnjak (CRO)         |
| Balátlövő  | Mikkel Hansen (DEN)           |
| Balszélső  | Guðjón Valur Sigurðsson (ISL) |
| Beállós    | Julen Aguinagalde (ESP)       |

### Egyéni díjak
| Díj                      | Játékos                      |
| ------------------------ | ---------------------------- |
| A torna legjobb játékosa | Nikola Karabatić (FRA)       |
| Legjobb védekező játékos | Tobias Karlsson (SWE)        |
| Gólkirály                | Joan Cañellas (ESP) (50 gól) |

### Góllövőlista
| #  | Név                           | Gól | Lövés | %  | MP |
| -- | ----------------------------- | --- | ----- | -- | -- |
| 1  | Joan Cañellas (ESP)           | 50  | 64    | 78 | 8  |
| 2  | Guðjón Valur Sigurðsson (ISL) | 44  | 60    | 73 | 7  |
| 3  | Mikkel Hansen (DEN)           | 39  | 60    | 65 | 8  |
| 4  | Kiril Lazarov (MKD)           | 38  | 74    | 51 | 6  |
| 5  | Domagoj Duvnjak (CRO)         | 36  | 64    | 56 | 8  |
| 5  | Michaël Guigou (FRA)          | 36  | 48    | 75 | 8  |
| 7  | Szjarhej Rutenka (BLR)        | 34  | 62    | 55 | 6  |
| 8  | Zlatko Horvat (CRO)           | 33  | 45    | 73 | 8  |
| 9  | Nikola Karabatić (FRA)        | 32  | 51    | 63 | 8  |
| 10 | Luc Abalo (FRA)               | 31  | 43    | 72 | 8  |
| 10 | Krzysztof Lijewski (POL)      | 31  | 54    | 54 | 7  |
| 10 | Víctor Tomás (ESP)            | 31  | 45    | 69 | 8  |

Source: EHF.com Archiválva 2016. március 3-i dátummal a Wayback Machine-ben